# オレは瓦だ!
『オレは瓦だ!』（オレはかわらだ）は、日本屋根経済新聞に掲載されていた4コマ漫画である。
1990年から連載開始。作者は連載99回までは北風太郎、連載100回目からはグッチ・ゴローだが、両者は同一人物で、東京都内在住の屋根工事店の友人であった。ペンネームの変更とともに画風を変えたのはちょうど節目の回数ということもあり、少し柔らかい感じに変えようと、編集部と作者の意見が一致したため。
2013年7月に作者が死去したことから連載は256回を最後に終了し、同年9月28日号より新たに神宮寺一による『ヒカリのやね日記』が始まっている。